# Politique documentaire

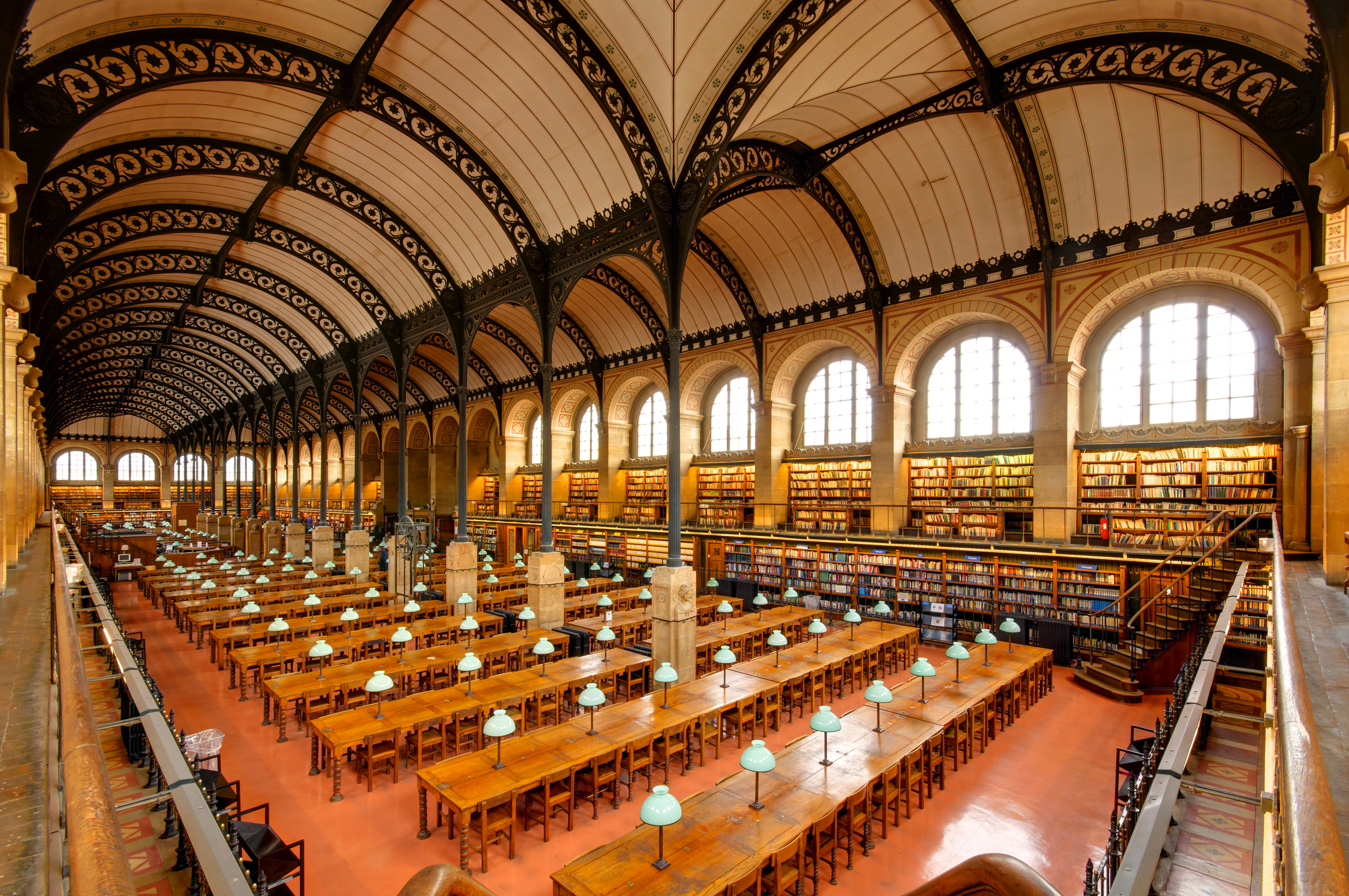
Salle de lecture de la bibliothèque Sainte-Geneviève, à Paris.

Dans le domaine des sciences de l'information et des bibliothèques, le concept de politique documentaire est défini par Bertrand Calenge comme la « conception et mise en œuvre de méthodes et d’outils permettant de répondre aux missions de la structure et aux attentes des usagers ».
La politique documentaire d'une bibliothèque met en cause des principes juridiques (Loi relative aux bibliothèques et au développement de la lecture publique, statuts des conservateurs, droits et obligations des fonctionnaires), scientifiques et techniques (maitrise des enjeux épistémologiques et capacité d'appréciation des ressources documentaires) et déontologiques (honnêteté intellectuelle dans l'exercice des choix et les rapports avec l'ensemble des parties prenantes).
L'exercice de cette triple responsabilité appelle des choix explicites et transparents susceptibles de servir de cadre de référence et de dialogue exprimés dans un document de référence.
C'est pourquoi, la loi no 2021-1717 du 21 décembre 2021 relative aux bibliothèques et au développement de la lecture publique, dispose dans son article 7, que « Les bibliothèques des collectivités territoriales ou de leurs groupements élaborent les orientations générales de leur politique documentaire, qu'elles présentent devant l'organe délibérant de la collectivité territoriale ou du groupement et qu'elles actualisent régulièrement », cette présentation pouvant être « suivie d'un vote de l'organe délibérant. »

## Collection et politique documentaire
La politique documentaire est indissociable de la notion de « collection » qui est la marque de toute bibliothèque. Le premier article du chapitre I de la loi, dispose ainsi que dans les "bibliothèques des collectivités territoriales ou de leurs groupements ont pour missions de garantir l'égal accès de tous à la culture, à l'information, à l'éducation, à la recherche, aux savoirs et aux loisirs ainsi que de favoriser le développement de la lecture" et qu'à ce titre, elles « Constituent, conservent et communiquent des collections de documents et d'objets" sous forme physique ou numérique, l'essentiel du principe de collection étant la cohérence et la qualité des contenus.
La formalisation des objectifs et règles qui président à la constitution d'une collection exigée par la loi est indispensable à la cohérence et à la continuité des acquisitions, des éliminations et des mesures de conservation physique et de numérisation. La responsabilité intellectuelle des collections est le fondement du statut de conservateur de bibliothèque comme le décrète le statut des conservateurs de bibliothèques des deux fonctions publiques « Les conservateurs territoriaux de bibliothèques constituent, organisent, enrichissent, évaluent et exploitent les collections de toute nature des bibliothèques. Ils sont responsables de ce patrimoine », de même que « les membres du corps des conservateurs des bibliothèques constituent, organisent, enrichissent, évaluent et exploitent les collections de toute nature des bibliothèques ».
Dans les bibliothèques territoriales comme dans bibliothèques universitaires, cette formalisation constitue un outil de référence et de dialogue à la justification des choix de l'équipe professionnelle dont le directeur a la responsabilité. Car comme le rappelait le Conseil supérieur des bibliothèques toute politique documentaire exige une "’indispensable coordination visant à constituer une proposition intellectuelle réfléchie dont le chef d’établissement porte la responsabilité. Responsabilité qui bien sûr s’exerce tant pour les acquisitions que pour la conservation des documents. Lorsque le pluralisme des collections des bibliothèques est mis en cause, en appeler à la déontologie professionnelle ne peut être légitime que si existe un projet intellectuel d’ensemble, conscient, assumé et formalisé ».

### Les pratiques empiriques
Les dispositions de la loi devraient mettre fin à des pratiques empiriques se bornant à la répartition des crédits d'acquisition entre les services, encore souvent par support. Les acquisitions suivent, plus ou moins selon les crédits, l'actualité de l'édition. Le désherbage (c'est-à-dire le retrait et le renouvellement de documents dans le fonds) est essentiellement effectué sur des critères physiques, trop souvent disjoints d'une vision globale de la cohérence intellectuelle de la collection.
Si on ne peut pas vraiment parler, en l’espèce, de politique documentaire, il n'en reste pas moins que l'analyse de la répartition des crédits et du profil des acquisitions et du désherbage révèle la conception du rôle de la bibliothèque que se font ceux qui en sont responsables, qu'ils en soient conscients ou non.
La qualité et la cohérence des collections partielle de tel ou tel segment de collection reposent entièrement sur l'initiative individuelle et les centres d'intérêt des acquéreurs. Partielle et aléatoire, elle ne peut être garantie lors de leur départ.

### Les «chartes documentaires»
Une charte des collections à pour principe d'exposer des règles de constitutions et de gestion des fonds, selon la recommandation de l'article 7 de la Charte des bibliothèques : "Chaque bibliothèque devrait élaborer et publier la politique de développement de ses collections et de ses services en concertation avec les bibliothèques proches ou apparentées.
Une charte ne peut se cantonner à définir des principes et des règles destinées à encadrer les activités d'acquisition, et parfois celles de conservation et de désherbage déclinées en autant d'activités distinctes en politique d'acquisition et politique de conservation/élimination (ou désherbage). Ce qui revient à considérer chacune de ces composantes comme indépendante, compromettant ainsi la cohérence d'une collection pour laquelle la perte ou l'ajout d'un titre devrait pourtant, en toute logique, relever de la même démarche.
Le vote de la loi devrait mettre fin à l'édiction de "chartes documentaires" faisant la liste de tout une série d' exclusions d'ordre moral, voire politiques. Pratique désormais contradictoire avec le quatrième alinéa du premier article du chapitre I de la loi sur les bibliothèques qui exclut toute motif de censure propre à la bibliothèque d'une collectivité donnée : « Les bibliothèques transmettent également aux générations futures le patrimoine qu'elles conservent", et qu'à ce titre, elles contribuent aux progrès de la connaissance et de la recherche ainsi qu'à leur diffusion", (ce qui exclut la proscription d’œuvres scientifiques et techniques, et d'ouvrages scolaires et universitaires), et que « Ces missions s'exercent dans le respect des principes de pluralisme des courants d'idées et d'opinions, d'égalité d'accès au service public et de mutabilité et de neutralité du service public. ».

### Les plans de développement des collections
Les plans de développement des collections sont des outils de programmation recouvrant la politique d’acquisition, la politique de conservation et le désherbage comme autant de composantes de représentation d'un niveau d'information. Selon Bonita Bryant, l'une des spécialistes de leur mise en œuvre dans les bibliothèques publiques des États-Unis : « Le but de toute organisation du développement d'une collection doit être de fournir à la bibliothèque des ressources documentaires qui répondent de façon appropriée aux besoins de la population qu'elle a pour mission de desservir dans le cadre de ses ressources budgétaires et humaines. Pour atteindre ce but, chaque segment de la collection doit être développé avec un usage proportionnel à son importance au regard des missions de la bibliothèque et des besoins de ses usagers ».
Cette fonction s'entend tous supports confondus, chacun d'entre eux contribuant à atteindre le niveau visé en fonction du paysage documentaire, du domaine, et du public.
La planification peut se présenter sous la forme de fiches domaines développées par Jérôme Pouchol fixant les objectifs et les règles d'acquisition des différents segments de la collection. Ces fiches domaines peuvent prendre la forme d'une gestion automatisée sous forme de logiciel d'aide à la décision.
Tel fut le cas du Conspectus (du latin coup d’œil d'ensemble), un outil de planification du développement des collections permettant de représenter de façon synthétique le niveau de développement de la collection sur une période de programmation déterminée. Cet outil a été développé aux États-Unis par le RLG (Research Library Group), créé par quatre bibliothèques américaines - Harvard, Yale, Columbia, New York Public Library et l'ARL (Association of Research Libraries).
Le Western Library Network a développé une application applicable aux bibliothèques publiques. Le Conspectus est aujourd'hui repris par l'Online Computer Library Center et permet une estimation du niveau de chaque segment documentaire par comparaison à partir d'une table d'indices dérivée de la classification de la Bibliothèque du Congrès, ce qui rend son application difficile pour toutes les bibliothèques n'utilisant pas systématiquement cette classification.
Le Conspectus a cependant fait l'objet d'applications en Europe, notamment aux Pays-Bas dans le cadre du réseau PICA. Il a fait également l'objet d'applications en France, où Thierry Giappiconi s'est fondé sur sa dimension stratégique pour le relier à des objectifs de politiques publiques,. La programmation du Conspectus est alors associée, pour chaque segment documentaire à :
- des missions explicitement définies (pour quoi ?) ;
- la prise en compte des besoins de la population à desservir au regard de ces missions (pour qui ?) ;
- une segmentation intellectuellement cohérente par classes CDD regroupées en divisions inspirée de la LCC ou des codes de regroupement RAMEAU, tous supports inclus (en quel domaine ?)[13].

Les symboles alphanumériques du Conspectus, adaptés au contexte français, permettent alors de représenter l'évolution des objectifs de chaque domaine.
Le principal obstacle à la généralisation de ce mode de planification est que l'évaluation ne peut, faute de segmentation commune, s'appuyer comme aux États-Unis, sur une évaluation comparée.
Il convient donc de suivre avec attention ce que l'offre des fournisseurs pourra fournir de nouveau en ce domaine compte tenu des évolutions techniques et du mouvement de transition bibliographique.

### Un besoin accru de compétences intellectuelles
Le choix des acquisitions, le désherbage et les options de conservation et de numérisation requièrent des compétences intellectuelles et des connaissances bibliographiques propres à chaque domaine ; ce que les formations de l'ENSSIB désignent sous le nom d'épistémologie et paysage documentaire. Ces connaissances sont non seulement nécessaires à la constitution d'un fonds cohérent, mais aussi à la mise en œuvre du respect de la diversité des approches scientifiques. On ne peut en effet constituer un fonds de sociologie, d'économie politique, de géographie, etc. sans connaître l'histoire, les enjeux et les débats qui concernent ces différentes disciplines. On ne peut de même supprimer un titre sans mesurer sa place dans l'équilibre et la cohérence de la collection.
Ce besoin est encore plus grand que par le passé du fait de l'extension de l'information en ligne qui exige plus que jamais de ce savoir formuler une question, sélectionner les réponses et évaluer la pertinence des résultats.
Cette compétence ne s'oppose pas à la médiation directe ou numérique des connaissances mais en est partie prenante - les compétences acquises par la veille documentaire et l’évaluation continue des ressources documentaires sont indispensables à la mise en relation entre les connaissances et le public - et la complète par l'accompagnement des usagers dans leur recherche documentaire.

## Indicateurs de suivi de la politique documentaire
Une politique documentaire suppose un suivi des collections à travers des indicateurs d'évaluation des collections.
Tout critère de tri issu des métadonnées bibliographiques et d'autorité produites par la BnF (notices d'autorités, codes de zone de tri, etc.), enrichissements de contenu créés ou importés (niveaux d’âge, thème, etc.), est susceptible d’être combiné et associé à d’autres données pour fournir des statistiques d’évaluation sous forme de diagrammes, histogrammes, cartes dynamiques, etc.
Ces données peuvent être associées à données d'usage comme le profil statistique des usagers, la part qu'ils représentent par rapport au profil de la population à desservir fournie par l'INSEE et leur localisation géographique dans des cartes dynamiques. Les données sont produites automatiquement et instantanément par les systèmes d'information et de gestion des bibliothèques de nouvelle génération.
L’évolution de la structure des données des catalogues sur le modèle IFLA LRM (Modèle de référence pour les bibliothèques) ouvre des possibilités d’interrelations dont il conviendra d'étudier les ressources pour la construction de nouveaux indicateurs d'évaluation des collections et notamment de leur place complémentaire dans l'univers des ressources du WEB.
Les indicateurs « les plus utiles se repèrent toujours parce qu'ils mettent en relation efficacement un paramètre de publics et un paramètre de contenu. » Tel est par exemple le cas de la projection de l'emprunt de tel ou tel domaine de la collection par une catégorie déterminée d'emprunteurs (âge, genre, CSP)  dans une zone géographique à partir des Îlots regroupés pour l'information statistique.
Les indicateurs les plus connus sont :
- Le nombre d’auteurs ou de titres ;
- L’âge (mode, médian) des collections (l’interprétation se faisant à partir des particularités du domaine : le curseur d'une médiane devra par exemple se situer à une date récente pour l’informatique et sur une date plus ancienne pour la philosophie, domaine pour laquelle la date de publication des titres incontournables est plus ancienne et comporte de nombreuses publications épuisées) ;
- Le facteur d'activité: pourcentage de prêts du segment par rapport à l'ensemble de la collection sur le pourcentage des documents empruntables du segment par rapport à l'ensemble des documents empruntables de la collection ;
- Le ratio prêts sur usagers ;
- Le taux d'érosion ;
- Le taux de recouvrement ;
- Le taux de renouvellement ;
- Le taux de rotation: nombre de prêts sur le nombre de documents empruntables ;
- Le taux de sortie: pourcentage de documents sortis à un instant T sur le pourcentage de documents disponibles à ce instant T dans un segment de cote par rapport à la collection ;
- Le budget.

S'agissant de l'usage des collections, il convient de ne pas se laisser tromper par l'importance prise par l'usage des ressources à succès. Selon les domaines et en fonction de la cohérence et de la largeur du fonds, l'effet longue traine fait que la somme des prêts de 1 à 2 peut s'avérer plus important que celui de la somme des documents les plus empruntés. Tel est souvent le cas dans des domaines comme la littérature, la philosophie, les beaux-arts, etc.

## Politique documentaire en bibliothèque universitaire
Dans les universités, la politique documentaire est plus largement considérée comme l’ensemble des objectifs et des processus de la gestion de l’information, incluant non seulement les activités des bibliothèques, mais également, la formation des étudiants à la maîtrise de l’information et les flux des ressources documentaires de l’université. Une politique documentaire d'une Direction des bibliothèques universitaires doit présenter les grandes directives de développement des collections, en matières de gestion et de la valorisation des fonds. Cela s'articule autour de deux outils : la charte documentaire puis le plan de développement des collections. Le plan de développement des collections dans une université peut se faire par section, (musique, médecine). Aussi d'un plan de développement des collections par discipline. (Anthropologie, Mathématiques appliquée, Statistique descriptive Anglais). Dans la bibliothèque universitaire, le plan de développement des collections se fait en fonction de la taille.
Une politique documentaire dans les bibliothèques universitaires demande aussi d’avoir un regard sur l’évaluation des collections qui existent. Une évaluation des collections dans les bibliothèques est primordiale pour comprendre la mesure dans laquelle la collection accompagne l’atteinte des objectifs, de la bibliothèque. Deux grandes demandes doivent sous-tendre la démarche de l’évaluation. L’objectif premier est de permettre la mise à disposition d’un vrai instrument de travail et l’appropriation de l'instrument par les responsables de l’acquisition, puis les amener à observer la spécificité du fonds documentaires puis d’identifier les forces et les insuffisances en fonction des différentes catégories d’usagers. L’autre objectif est la nécessite d’avoir un Plan de Développement des Collections par grands secteurs disciplinaires et pour tous les supports, dans la perspective de formaliser des demandes budgétaires argumentées par rapport à l’université.
Les stratégies élaborées par les bibliothèques pour évaluer leur efficacité, leur efficience et leur impact sont : les statistiques sur les données qui entrent (input) et qui sortent (output); les audits de différents types; les études de public dans le but d'interroger les types d’usages en bibliothèque ; les indicateurs de qualité; les méthodes pour analyser l’influence des bibliothèques.
Pour l’évaluation des collections, les règles incontournables sont : le contenu, le support, la volumétrie de la collection, l’âge, la langue, l’usage, le volume d’acquisitions.
Pour une analyse exhaustive, il faut avoir des données sur le public, il faut aussi prendre en compte le niveau intellectuel de la collection.
Concernant les collections de livres, de périodiques sur support papier, la collecte des données s’appuie sur les données du SIGB.
Pour les ressources électroniques, il faut consulter les données des éditeurs.
Concernant les livres imprimés, il faut tenir compte des livres qui restent à traiter. La relative jeunesse de la collection de livres dans les bibliothèques universitaires facilite une évaluation quantitative complète de la collection.

## Politique documentaire en établissement scolaire
Dans le rapport Les politiques documentaires des établissements scolaires de Jean-Louis Durpaire publié en mai 2004, la notion de politique documentaire est introduite en milieu scolaire.
En établissement scolaire il est recommandé de passer, en équipe, par les niveaux suivants :
- Énoncer le sens (en particulier la différence entre projet CDI / projet documentaire / politique documentaire) ;
- Choisir une démarche de projet[22] ;
- Définir des principes et des priorités (à cette occasion préciser ce qu’est la fonction documentaire de l’établissement.) ;
- Mettre en forme des outils pour établir le diagnostic de l’existant ;
- Assurer les axes d’une politique documentaire au niveau de l’établissement. Le terme « politique » implique en effet des choix précis ;
- Mettre en place des partenariats sur la durée, néanmoins à l’interne ;
- Déterminer la politique d’acquisition ;
- Déterminer la politique de formation ;
- Déterminer la politique de communication ;
- Transmettre sa démarche aux publics ;
- Envisager une évaluation du projet[23].

## Politique documentaire en contexte québécois
Au Québec, province du Canada, où la langue française est la langue commune et officielle, les termes "Politique de développement des collections" sont utilisés pour parler de politique documentaire.
Selon Benoit Ferland (2008), les politiques de développement des collections comprennent trois éléments principaux: la politique de choix, la politique d’acquisition et la politique d’élagage. Le but de cette politique est de fournir un cadre de référence au personnel et d’informer les usagers et les autorités administratives des règles en vigueur pour ces trois éléments préalablement énumérés. Le personnel doit rester neutre et objectif dans les tâches qui découlent de cette politique.
En 2016, l’Association des bibliothèques publiques du Québec a publié la Déclaration des bibliothèques québécoises dans laquelle elle prône que les bibliothèques sont des lieux de médiation et de développement culturels où le développement des collections se fait sans censure et en favorisant la liberté intellectuelle.
Cette déclaration s’appuie sur la Charte des droits du lecteur (1976) adoptée au Québec par Le Conseil d’administration de l’Association des bibliothécaires du Québec, par le Bureau de l’ASTED (Association pour l’avancement des sciences et des techniques de la documentation) et par le Bureau de la Corporation des bibliothécaires professionnels du Québec. Depuis près de cinquante ans, les bibliothèques québécoises ont donc l’obligation envers le lecteur de respecter la liberté intellectuelle par les quatre critères suivants :
- d’assurer et de maintenir ce droit fondamental à la liberté intellectuelle ;
- de garantir et de faciliter l’accès à toute forme et à tout moyen d’expression du savoir ;
- de garantir ce droit d’expression en offrant les services usuels, physiques et intellectuels, de la bibliothèque ;
- de s’opposer à toute tentative visant à limiter ce droit à l’information et à la libre expression de la pensée tout en reconnaissant aux individus ou aux groupes le droit à la critique[26].

Les politiques de développement des collections québécoises s’appuient fortement sur le respect de la liberté intellectuelle.
Depuis 2017, le Ministère de la Culture et des Communications impose aux bibliothèques publiques autonomes une obligation de posséder une politique de développement documentaire des collections et de la rendre disponible au public. De cette façon, le ministère répond à l’objectif que les bibliothèques offrent des ressources documentaires diversifiées, en tenant compte des intérêts et des besoins variés de la population qu’elles desservent et des milieux dans lesquelles elles évoluent. Un document explicatif a été rendu disponible pour faciliter la création d’une telle politique pour les milieux où il y aurait absence de politique à ce jour. Dans ce guide d’accompagnement Soutenir la qualité du développement des collections documentaires pour les bibliothèques publiques autonomes (2017), plusieurs composantes réparties en quatre sections sont obligatoires dont les suivantes :
Section 1. Préambule :
- Description et objectifs de la bibliothèque
- Objectif, durée et révision de la politique

Section 2. Sélection :
- Responsabilité (titre ou fonction)
- Caractéristiques et besoins de la clientèle (portrait)
- Critères de sélection généraux
- Types et catégories de documents acquis (portrait de la collection)
- Documents exclus
- Dons

Section 3. Acquisition :
- Responsabilité (titre ou fonction)
- Modes d’acquisition retenus

Section 4. Élagage :
- Responsabilité
- Objectifs
- Critères de conservation et d’élagage
- Fréquence d’évaluation des collections
- Méthode retenue et procédure
- Disposition des documents élagués

Les bibliothèques publiques autonomes québécoises ont accès à des programmes d’aide financière du ministère de la Culture et des Communications, notamment pour le développement des collections, le maintien ou la bonification des équipements et des infrastructures ou encore pour les partenariats culturels. Pour y avoir droit, elles doivent produire une politique de développement des collections et la mettre à jour minimalement, à tous les cinq ans.
En plus des critères du guide d’accompagnement Soutenir la qualité du développement des collections documentaires pour les bibliothèques publiques autonomes (2017) nommés précédemment, le document Lignes directrices pour les bibliothèques publiques du Québec (2019) ajoute d’autres éléments importants pour l’élaboration d’une bonne politique de développement des collections. Il précise que la bibliothèque doit se doter d’une politique de développement et de gestion de ses collections imprimées, audiovisuelles et numériques qui repose sur les principes suivants :
- liberté intellectuelle ;
- lutte contre la censure ;
- équilibre entre les différents sujets, de profondeur du traitement, de provenance des documents et d’âge de la clientèle à laquelle ils sont destinés ;
- flexibilité par rapport à l’évolution des supports ;
- indépendance professionnelle ;
- intérêts de la communauté (préoccupations, les intérêts généraux et spécifiques, présents et projetés, de la communauté servie par la bibliothèque) ;
- voix des citoyens (elle affirme l’importance de la participation du citoyen au développement et à la mise en valeur des collections) ;
- concertation et complémentarité des collections (elle favorise la concertation entre les réseaux locaux, régionaux ou nationaux pour renforcer la complémentarité des collections et leur circulation entre les bibliothèques) ;
- les paramètres qui entourent la participation du public et qui encadrent le traitement des plaintes et des demandes de retrait aux collections de la bibliothèque.

Dans le cas d’un réseau local de bibliothèques, la politique doit définir les règles de partage, d’équilibre et de circulation des ressources entre les entités et tenir compte du rôle particulier que peut jouer la bibliothèque principale. La politique de développement des collections doit être entérinée par l’autorité responsable de la bibliothèque.